# Euxoa oncocnemoides
Euxoa oncocnemoides är en fjärilsart som beskrevs av Barnes och Benjamin 1926. Euxoa oncocnemoides ingår i släktet Euxoa och familjen nattflyn. Inga underarter finns listade i Catalogue of Life.